# Diéval
Diéval és un municipi francès situat al departament del Pas de Calais i a la regió dels Alts de França. L'any 2007 tenia 710 habitants.

## Demografia

### Població
El 2007 la població de fet de Diéval era de 710 persones. Hi havia 270 famílies de les quals 56 eren unipersonals (20 homes vivint sols i 36 dones vivint soles), 89 parelles sense fills, 105 parelles amb fills i 20 famílies monoparentals amb fills.
La població ha evolucionat segons el següent gràfic:
Habitants censats

### Habitatges
El 2007 hi havia 297 habitatges, 280 eren l'habitatge principal de la família, 6 eren segones residències i 11 estaven desocupats. Tots els 296 habitatges eren cases. Dels 280 habitatges principals, 238 estaven ocupats pels seus propietaris, 40 estaven llogats i ocupats pels llogaters i 2 estaven cedits a títol gratuït; 1 tenia una cambra, 3 en tenien dues, 30 en tenien tres, 75 en tenien quatre i 170 en tenien cinc o més. 258 habitatges disposaven pel capbaix d'una plaça de pàrquing. A 116 habitatges hi havia un automòbil i a 122 n'hi havia dos o més.

### Piràmide de població
La piràmide de població per edats i sexe el 2009 era:
| Homes | Edats   | Dones |
| ----- | ------- | ----- |
| 0     | 95 o +  | 0     |
| 0     | 90 a 94 | 0     |
| 8     | 85 a 89 | 8     |
| 4     | 80 a 84 | 0     |
| 4     | 75 a 79 | 4     |
| 24    | 70 a 74 | 20    |
| 28    | 65 a 69 | 36    |
| 16    | 60 a 64 | 28    |
| 24    | 55 a 59 | 12    |
| 16    | 50 a 54 | 24    |
| 24    | 45 a 49 | 16    |
| 32    | 40 a 44 | 40    |
| 24    | 35 a 39 | 20    |
| 16    | 30 a 34 | 24    |
| 28    | 25 a 29 | 20    |
| 12    | 20 a 24 | 4     |
| 28    | 15 a 19 | 28    |
| 20    | 10 a 14 | 24    |
| 8     | 5 a 9   | 28    |
| 8     | 0 a 4   | 8     |

## Economia
El 2007 la població en edat de treballar era de 429 persones, 308 eren actives i 121 eren inactives. De les 308 persones actives 270 estaven ocupades (152 homes i 118 dones) i 38 estaven aturades (18 homes i 20 dones). De les 121 persones inactives 36 estaven jubilades, 40 estaven estudiant i 45 estaven classificades com a «altres inactius».

### Ingressos
El 2009 a Diéval hi havia 280 unitats fiscals que integraven 748 persones, la mediana anual d'ingressos fiscals per persona era de 14.887 €.

### Activitats econòmiques
Dels 16 establiments que hi havia el 2007, 4 eren d'empreses de construcció, 4 d'empreses de comerç i reparació d'automòbils, 2 d'empreses de transport, 1 d'una empresa d'hostatgeria i restauració, 1 d'una empresa financera, 1 d'una entitat de l'administració pública i 3 d'empreses classificades com a «altres activitats de serveis».
Dels 7 establiments de servei als particulars que hi havia el 2009, 4 eren fusteries, 2 perruqueries i 1 restaurant.
L'any 2000 a Diéval hi havia 17 explotacions agrícoles que ocupaven un total de 780 hectàrees.

## Equipaments sanitaris i escolars
El 2009 hi havia una escola elemental.

## Poblacions més properes
El següent diagrama mostra les poblacions més properes.